# Megalepthyphantes hellinckxorum
Megalepthyphantes hellinckxorum là một loài nhện trong họ Linyphiidae.
Loài này thuộc chi Megalepthyphantes. Megalepthyphantes hellinckxorum được Robert Bosmans miêu tả năm 2006.